# Vo Veihan
Vo Veihan (kitajsko: 沃维汉; pinjin: Wò Wéihàn), kitajski biomedicinski znanstvenik daurskega porekla, * 1949, † 28. november 2008, Ljudska republika Kitajska.
Vo Veihan je bil leta 2008 usmrčen, ker naj bi Tajvanu in ZDA posredoval (zaupne) zdravstvene podatke o vodilnih kitajskih politikih.